# Miłaki
Miłaki (deutsch Müngen) ist ein Dorf in Polen, das im Powiat Braniewski (Kreis Braunsberg) der Woiwodschaft Ermland-Masuren liegt.

## Geographische Lage
Miłaki liegt in Ostpreußen an einer Nebenstraße der polnischen Woiwodschaftsstraße 510 (ehemalige deutsche Reichsstraße 126), die von der russisch-polnischen Grenze (bis 1945 beginnend in Ludwigsort (russisch: Laduschkin) über Zinten (Kornewo)) bei Głębock (Tiefensee) nach Pieniężno (Mehlsack) führt, welche in Lelkowo (Lichtenfeld) abzweigt. Diese Nebenstraße verbindet Żelazna Góra (Eisenberg) im Westen mit Górowo Iławeckie (Landsberg in Ostpreußen) im Osten. Die frühere Bahnstation im nahegelegenen Lelkowo, welche zwischen 1885 und 1945 betrieben wurde, führte von Königsberg (heute russisch: Kaliningrad) über Zinten nach Allenstein (heute polnisch: Olsztyn). Die Bahnstrecke existiert heute nicht mehr, das Bahnhofshaus in Lelkowo steht noch.

## Geschichte
Erstmals urkundlich erwähnt wurde Miłaki als „Mungkhen“ im Jahr 1498, als „Jacob Perbandt in der Gegend von Müngen 15 ½ Hufen erblich überschrieben bekam“. Neben diesem Hof gab es noch den Hof von Hans Hantel, der aus dem Ermland in den Ort übergesiedelt war. Die Familie Hantel hatte hier bis 1945 ihren Sitz. Der Perbandtsche Hof gelangte einige Jahrzehnte später an die Familie Tolkmitt und wurde im Laufe des 18. Jhs. von der Familie Hantel übernommen. In diesem Zuge teilte man das Land in drei Teile auf: Müngen I und II und III, die man 1843 im Verlauf der Feldregulierung separierte. Das Gutshaus von Müngen II, das um 1730 entstanden war, überlebte bis 1945, nachdem es noch 1930 unter Denkmalschutz gestellt worden war. Unter Ludwig Hantel wurden 1909 Müngen I und II wieder zusammengelegt. Als Ludwig Hantel 1931 starb, ließ sein Sohn für ihn im Wald auf dem Wiesenberg einen Findling setzen mit der eingemeißelten Inschrift „Ludwig Hantel 1895–1931“ und dieser Stein ist bis heute erhalten.
Die Dorfbevölkerung von Müngen brach am 17. Februar 1945 zur Flucht auf, gelangte aber nicht mehr in den Westen des Reichs, sondern strandete in Pommern und gelangte erst im Oktober 1945 in die sowjetische Besatzungszone. Ein Teil zog 1946 weiter nach Schleswig-Holstein.
Müngen wurde im Krieg ziemlich zerstört, das Haus ehem. Müngen II 1947 abgetragen.
Vom 11. Juni 1874 bis 1945 war Müngen in den Amtsbezirk Eichholz (heute polnisch: Dębowiec) eingegliedert und gehörte zum Landkreis Heiligenbeil  (heute russisch: Mamonowo) im Regierungsbezirk Königsberg (Kaliningrad) der preußischen Provinz Ostpreußen. Die Anzahl der Wohnbevölkerung betrug am 7. Mai 1939 73 Einwohner.
Seit 1945 ist Müngen unter der Bezeichnung Miłaki polnisch und im Powiat Braniewski in der Woiwodschaft Ermland-Masuren (1975 bis 1998 Woiwodschaft Elbląg) eingegliedert. Das Dorf zählte 2007 40 Einwohner.

## Religionen
Bis 1945 war Müngen bei seiner mehrheitlich evangelischen Bevölkerung in das Kirchspiel Eichholz (Dębowiec) im Kirchenkreis Heiligenbeil (Mamonowo) in der Kirchenprovinz Ostpreußen der Kirche der Altpreußischen Union eingegliedert.

## Sehenswürdigkeiten
Beim ehemaligen Rittergut an der Straße nach Przebędowo (bis 1945: Perbanden) sind noch einige Gebäude links und rechts der Straße aus der Zeit vor 1945 erhalten – Wohnhäuser und Scheunen bzw. Ställe. Die Gebäude sind aus Backstein gebaut. An dieser Straße nach Przebędowo stehen alte Eichenbäume.